# Плужников, Анатолий Григорьевич

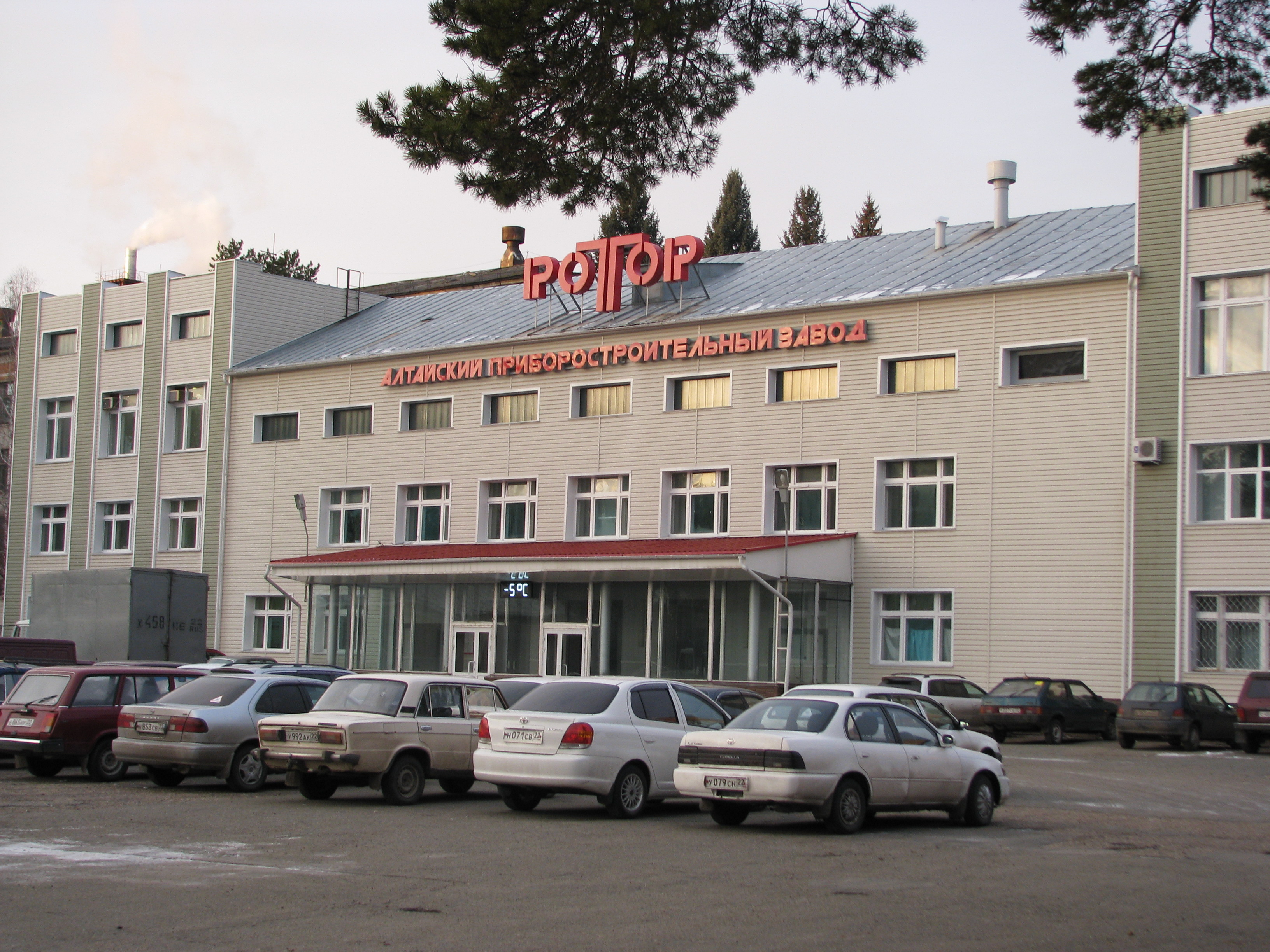
Алтайский приборостроительный завод «Ротор»

Анатолий Григорьевич Плужников (9 января 1929 — 10 февраля 2010) — советский инженер, хозяйственный деятель, лауреат Государственной премии СССР 1983 года.
Родился 9 января 1929 года.
С 1943 по 1953 год — ученик электромонтёра и электромонтёр на заводе № 77 («Трансмаш», г. Барнаул).
С 1953 по август 1960 года работал на Барнаульском аппаратурно-механическом заводе (БАМЗ): электромонтёр, старший мастер, начальник цеха.
В 1959 году без отрыва от производства окончил Алтайский институт сельскохозяйственного машиностроения (АИСХМ) с присвоением квалификации инженера-механика и в 1966 году − Новосибирский электротехнический институт (инженер-электрик).
С сентября 1960 года на Алтайском электромеханическом заводе (АЭМЗ, позже назывался Алтайский приборостроительный завод (АПЗ) им. 50-летия СССР, сейчас — завод «Ротор»): начальник механического цеха, с января 1961 г. заместитель начальника сборочного цеха, с ноября 1961 г. − начальник сборочного цеха № 15, с января 1964 г. − заместитель главного инженера, с апреля 1971 г. главный инженер, с июня 1983 года директор.
С 1989 года на пенсии.
Лауреат Государственной премии СССР 1983 года — за работу в области навигационного оборудования (гироскопы, приборы управления крылатых ракет, система «Салют», которой оснащались тяжёлые подводные крейсеры стратегического назначения и тяжёлые атомные ракетные крейсеры).
За успешное освоение новой техники (системы «Тобол» и «Сайга») в 1971 году награждён орденом Ленина.
Автор книги:
- Путь в глубины морей и океанов, путь в высокое небо / [АнатолийПлужников]. — Барнаул : [б. и.], 2008. — 295, [1] с. : ил., к., портр., факс., цв. ил., к., портр., факс.; 25 см; ISBN 978-5-98550-076-9